# Kvarntjärnen (Älvsby socken, Norrbotten)
Kvarntjärnen är en sjö i Älvsbyns kommun i Norrbotten och ingår i Piteälvens huvudavrinningsområde. Sjön har en area på 0,0284 kvadratkilometer och ligger 154,3 meter över havet. Sjön avvattnas av vattendraget Borgforsälven.

## Delavrinningsområde
Kvarntjärnen ingår i det delavrinningsområde (728484-172733) som SMHI kallar för Inloppet i Stavsträsket. Medelhöjden är 176 meter över havet och ytan är 1,56 kvadratkilometer. Räknas de 11 avrinningsområdena uppströms in blir den ackumulerade arean 110,2 kvadratkilometer. Borgforsälven som avvattnar avrinningsområdet har biflödesordning 2, vilket innebär att vattnet flödar genom totalt 2 vattendrag innan det når havet efter 56 kilometer. Avrinningsområdet består mestadels av skog (85 procent). Avrinningsområdet har 0,03 kvadratkilometer vattenytor vilket ger det en sjöprocent på 2,1 procent.